# Milagro – Der Krieg im Bohnenfeld
Milagro – Der Krieg im Bohnenfeld (Originaltitel: The Milagro Beanfield War) ist eine US-amerikanische Filmkomödie aus dem Jahr 1988. Regie führte Robert Redford, das Drehbuch schrieben John Nichols und David S. Ward anhand des Romans Milagro (The Milagro Beanfield War) von Nichols.

## Handlung
Während des Vorspanns sieht man einen Latino, der durch die Felder rennt und tanzt.
Der Immobilienunternehmer Ladd Devine plant den Bau einer Feriensiedlung im Ort Milagro in New Mexico. Es soll die größte Anlage dieser Art im Bundesstaat werden. Einer der Ortsbewohner, Joe Mondragon, bewirbt sich um Arbeit auf der Baustelle. Obwohl er bereit ist, jede Tätigkeit auszuüben, wird er nicht angenommen.
Mondragon spricht mit seinem Nachbarn, einem älteren Mann, der noch den verstorbenen Vater Joes kannte. Er beklagt die Dürre und entschließt sich, illegal Wasser aus einem an seinem Feld vorbeiführenden Bewässerungskanal zu entnehmen, nachdem er unabsichtlich den Zufluss geöffnet hatte.
Die Kunde über seine Tat verbreitet sich schnell im Ort. Ruby Archuleta, die Besitzerin einer Tankstelle und einer Autowerkstatt, schaut sich das Feld an und lächelt. Sie besucht den sozialkritisch orientierten Anwalt und Verleger der örtlichen Zeitschrift Charlie Bloom. Archuleta überzeugt Bloom, über die Ereignisse in der Zeitschrift zu schreiben.
Der Soziologe Herbie Platt kommt von einer Universität an der Ostküste. Er hat ein Stipendium und will die Bräuche der Bevölkerung erforschen. Der erste Ortsbewohner, den er mit Entschuldigung anspricht, erwidert angenommen und fährt gleich weg. Der Bürgermeister Sammy Cantu sagt, dass vielleicht irgend jemand irgend jemanden informiert habe, aber nicht ihn selbst. Schließlich erklärt sich Mondragon bereit, Platt Unterkunft gegen Hilfe auf den Feldern zu gewähren.
Mondragon besitzt das einzige Stück Land auf dem Areal der geplanten Anlage, das noch nicht Devine gehört. Der Gouverneur des Staates beauftragt Kyril Montana mit dem Krisenmanagement. Sämtliche Exemplare der gedruckten Zeitschrift Blooms werden von einem Helfer Devines aufgekauft. Der Mann will sie verbrennen, aber der Wind verteilt die Zeitschrift im ganzen Ort. Dort wird zu einer Bürgerversammlung aufgerufen. Manche Bürger sind auf Mondragons Seite, manche hoffen auf Arbeitsplätze, die die Anlage bringen würde. Mondragon wird als Präsident eines Komitees vorgeschlagen, aber er will kein Präsident werden.
Bloom wird am Ende der Versammlung wegen Anstiftung zum Aufruhr verhaftet. Archuleta holt ihn erst am nächsten Tag auf Kaution aus dem Gefängnis. Bloom ist sauer auf sie.
Die Mitarbeiter der staatlichen Forstverwaltung kommen auf die Idee, dass sie die Kuh Mondragons beschlagnahmen können, wenn sie diese in den staatlichen Wald treiben. Mondragon kommt und holt sie, ohne die fällige Geldstrafe in der Höhe von 100 US-Dollar zu zahlen. Die Förster wollen ihn aufhalten, aber ein paar Ortsbewohner halten sie im Visier ihrer Gewehre. Sheriff Bernabe Montoya kommt und deeskaliert die Situation. Als Kompromiss schlägt er vor, die Kuh habe sich so kurz im staatlichen Wald aufgehalten, dass sie kein staatliches Gras gefressen habe.
Mondragon erhält Arbeit auf der Baustelle als Vorarbeiter angeboten. Er will den Job annehmen, aber seine Frau und Archuleta sind dagegen.
In der darauffolgenden Zeit decken sich zahlreiche Ortsbewohner mit Munition für ihre Schusswaffen ein. Einer von Devines Handlangern beginnt, mit einem Bulldozer das Bohnenfeld einzunebnen, wird aber von Amarante vertrieben. Bei der Aktion wird das Hausschwein Lupita angeschossen und es kommt auch zu einem Schusswechsel zwischen Joe Mondragon und Amarante, bei dem letzterer verletzt wird. Joe flüchtet in die Wildnis und wird von Kyril Montana verfolgt, erhält jedoch Hilfe von Shorty. 
Joe kehrt zurück, um mit der Bohnenernte zu beginnen. Er wird auf dem Bohnenfeld verhaftet und es kommt zu einem Kräftemessen zwischen dem Polizeiaufgebot und den Erntehelfern aus dem Dorf. Montana wird vom Gouverneur zurückgepfiffen. Die Investition in die Ferienanlage wird gekippt. Die Ortsbewohner feiern auf dem Bohnenfeld, Archuleta und Bloom küssen einander.

## Hintergründe
Der Film wurde in Espanola, Los Alamos, Santa Fe und Truchas, alle in New Mexico, gedreht. Er spielte in den Kinos der USA ca. 13,8 Millionen US-Dollar ein.

## Kritiken
Roger Ebert schrieb in der Chicago Sun-Times vom 1. April 1988, dass der Film die Konfliktsituation nicht „in schwarz-weißen Farben“ darstelle. Einige Ortsbewohner würden den Widerstand der Bevölkerung unterstützen, einige bekämpfen und einige blieben neutral. Es könne ein Problem sein, dass der Regisseur genauso mit den Traditionen der spanischstämmigen Bevölkerung wie auch mit den Erfordernissen des Fortschritts sympathisiere. Ebert lobte die Darstellung von Sonia Braga.
Das Lexikon des internationalen Films schrieb, der Film halte Gleichgewicht zwischen „Mythos“ und „Wirklichkeit“ sowie biete „gute Unterhaltung mit nachdenklichem Unterton“.

## Auszeichnungen
Dave Grusin gewann im Jahr 1989 für die Beste Filmmusik den Oscar; er wurde 1989 für den Golden Globe Award nominiert. Der Film gewann 1989 den Political Film Society Award für Demokratie und wurde für den Political Film Society Award für Exposé nominiert.